# 郭正钢
郭正钢（1970年1月—），陕西省礼泉县人，中央军委前副主席郭伯雄之子，中国人民解放军少将軍銜，被開除中國人民解放軍軍籍。

## 生平
1989年3月参加工作。曾任浙江省双拥领导小组办公室主任、浙江省軍區政治部副主任（正師職）和浙江省軍區政治部主任（副軍職）。还是浙江省人大代表。
2014年7月10日，香港《明报》报道称郭正鋼夫婦因涉及相關案件而被中央軍委紀委帶走協助調查。2015年1月14日，浙江省军区党委十一届九次全体（扩大）会议时，郭正钢已晋升少将军衔并升任浙江省军区副政委，成为毛新宇之后中国第二位「70后」少将，跻身浙江省军区党委常委。
2015年2月10日，晋升少将军衔46天后，郭正钢因涉嫌违法犯罪被立案侦查。据媒体报道，郭的配偶吴芳芳是建设工程烂尾的杭州中国五金机电城老板。
据媒体报道，郭正钢曾放言：“有人想鼓捣我们家，白日做梦，全军干部一半以上是我家提拔的，都在要位上干着”。

## 相关人物
- 郭伯雄（父亲）
- 郭伯权（四叔）
- 郭永红（姐姐）
- 徐才厚（父亲同僚）